# جان كلود رباط
جان كلود رباط (1977  م) هو رياضي لبناني، ولد في 12 يوليو 1977 في بيروت، يلعب في رياضة القفز العالي، أنهى المركز الثالث عشر في بطولة آسيا 2005، وفاز بميدالية ذهبية في دورة الألعاب الآسيوية 2006 والميدالية الفضية في بطولة آسيا 2007، فاز بذهبية العرب في الوثب العالي في البطولة العربية لألعاب القوى في عام 1999 عندما سجل رقم قياسي باجتياز ارتفاع 2.20 متر وحصد لقبه العربي الأول في بيروت، وفاز بذهبية في البطولة العربية 2001 في دمشق عندما اجتاز ارتفاع 2.07 متر، وأحرز المركز الأول في البطولة العربية 2003 وسجل ارتفاع 2.21 متر، والمركز الأول في البطولة العربية 2007.
شارك في بطولة العالم لألعاب القوى 1999، والألعاب الأولمبية الصيفية 2000، والألعاب الأولمبية الصيفية 2004،  وبطولة العالم لألعاب القوى 2005.
يحمل الرقم القياسي اللبناني بعدما اجتاز ارتفاع 2.27 متر، حيث حققها مرتين أولهما في أبريل 2004 في بيروت والأخرى في يونيو 2004 في بوخارست.
كرمه الاتحاد اللبناني لألعاب القوى في ديسمبر 2010 وسلمه درعاً لحلوله في المركز الثالث في بطولة آسيا لألعاب القوى داخل الصالات 2010 وحصوله على الميدالية البرونزية.
كان جان لاعب كرة سلة، وقد لعب في 1998 مع فريق نادي الحكمة في بيروت في مركز ظهير، وفاز بالعديد من الألقاب بما في ذلك البطولة الآسيوية.

## سجل المنافسة
| العام      | المسابقة                                      | المكان         | المركز     | ملاحظة                                                               |
| يمثل لبنان | يمثل لبنان                                    | يمثل لبنان     | يمثل لبنان | يمثل لبنان                                                           |
| ---------- | --------------------------------------------- | -------------- | ---------- | -------------------------------------------------------------------- |
| 1996       | Arab Junior Championships                     | اللاذقية       | 2          | 2.05 m                                                               |
| 1997       | بطولة العالم لألعاب القوى داخل الصالات 1997   | باريس          | –          | بطولة العالم لألعاب القوى داخل الصالات 1997 – رجال قفز عالي ‏         |
| 1997       | ألعاب القوى في دورة الألعاب العربية 1997      | بيروت          | 3          | 2.14 م                                                               |
| 1998       | ألعاب قوى في دورة الألعاب الآسيوية 1998 ‏      | بانكوك         | 6          | 2.15 م                                                               |
| 1999       | ألعاب القوى في الألعاب الجامعية الصيفية 1999 ‏ | ميورقة (مدينة) | 6          | 2.22 م                                                               |
| 1999       | بطولة العالم لألعاب القوى 1999                | إشبيلية        | 23 (q)     | بطولة العالم لألعاب القوى 1999 – رجال قفز عالي ‏                      |
| 1999       | البطولة العربية لألعاب القوى 1999             | بيروت          | 1          | 2.20 m                                                               |
| 2000       | ألعاب القوى في الألعاب الأولمبية الصيفية 2000 | سيدني          | 33 (q)     | ألعاب القوى في الألعاب الأولمبية الصيفية 2000 – القفز العالي للرجال ‏ |
| 2001       | Jeux de la Francophonie                       | أوتاوا         | 10         | 2.10 م                                                               |
| 2001       | البطولة العربية لألعاب القوى 2001             | دمشق           | 1          | 2.07 m                                                               |
| 2002       | West Asian Games                              | مدينة الكويت   | 1          | 2.10 m                                                               |
| 2002       | بطولة آسيا لألعاب القوى 2002                  | كولمبو         | 8          | بطولة آسيا لألعاب القوى 2002 – رجال قفز عالي ‏                        |
| 2002       | ألعاب قوى في دورة الألعاب الآسيوية 2002 ‏      | بوسان          | 8          | 2.10 م                                                               |
| 2003       | البطولة العربية لألعاب القوى 2003             | عمان (مدينة)   | 1          | 2.21 m                                                               |
| 2003       | بطولة آسيا لألعاب القوى 2003                  | مانيلا         | 6          | بطولة آسيا لألعاب القوى 2003 – رجال قفز عالي ‏                        |
| 2003       | Military World Games                          | قطانية         | 4          | 2.10 m                                                               |
| 2004       | ألعاب القوى في الألعاب الأولمبية الصيفية 2004 | أثينا          | 25 (q)     | ألعاب القوى في الألعاب الأولمبية الصيفية 2004 – القفز العالي للرجال ‏ |
| 2005       | Mediterranean Games                           | ألمرية         | 10         | 2.14 م                                                               |
| 2005       | بطولة العالم لألعاب القوى 2005                | هلسنكي         | 23 (q)     | بطولة العالم لألعاب القوى 2005 – رجال قفز عالي ‏                      |
| 2005       | بطولة آسيا لألعاب القوى 2005                  | إنتشون         | 13         | بطولة آسيا لألعاب القوى 2005 – رجال قفز عالي ‏                        |
| 2005       | Jeux de la Francophonie                       | نيامي          | 8          | 2.10 م                                                               |
| 2006       | ألعاب القوى في دورة الألعاب الآسيوية 2006     | الدوحة         | 1          | 2.23 م                                                               |
| 2007       | البطولة العربية لألعاب القوى 2007             | عمان (مدينة)   | 1          | 2.23 m                                                               |
| 2007       | بطولة آسيا لألعاب القوى 2007                  | عمان (مدينة)   | 2          | بطولة آسيا لألعاب القوى 2007 – رجال قفز عالي ‏                        |
| 2007       | ألعاب القوى في دورة الألعاب العربية 2007      | القاهرة        | 8          | 2.05 م                                                               |
| 2008       | بطولة آسيا لألعاب القوى داخل الصالات 2008     | الدوحة         | 4          | 2.18 م                                                               |
| 2009       | Jeux de la Francophonie                       | بيروت          | 6          | 2.15 م                                                               |
| 2010       | بطولة آسيا لألعاب القوى داخل الصالات 2010     | طهران          | 3          | 2.17 م                                                               |
| 2010       | ألعاب القوى في دورة الألعاب الآسيوية 2010     | غوانزو         | 11         | 2.10 م                                                               |

## روابط خارجية
- جان كلود رباط على موقع الاتحاد الدولي لألعاب القوى (الإنجليزية)
- جان كلود رباط على موقع أوليمبيديا (الإنجليزية)

- نبذة عن جان كلود رباط  على موقع الاتحاد الدولي لألعاب القوى